# Никогда не ешьте в одиночку
«Никогда не ешьте в одиночку и другие правила нетворкинга» (англ. Never Eat Alone) — книга, написанная профессиональным американским нетворкером Кейтом Феррацци в соавторстве с журналистом Талом Рэзом в 2005 году.

## История создания
Книга написана в 2005 году американским нетворкером, писателем и журналистом Кейтом Феррацци Архивная копия от 15 ноября 2019 на Wayback Machine. В ее создании ему помогал журналист Тал Рэз. В основе литературного произведения — собственный опыт нетворкинга Кейта Феррацци. Его называют нетворкером номер один на планете и «одним из самых общительных людей в мире» по версии журнала Forbes. Он превратил нетворкинг — неформальное деловое общение — в настоящее искусство. В блокноте Кейта — свыше пяти тысяч телефонных номеров, включая глав различных стран, музыкантов и других медийных личностей.
В книге он делится своим опытом и учит читателей знакомиться и устанавливать доверительные отношения с самыми разными людьми. Благодаря своему умению общаться, личному обаянию и высокому эмоциональному интеллекту Феррацци смог сделать блестящую карьеру. Он является создателем и главой фирмы консалтинга Greenlight Архивная копия от 17 ноября 2019 на Wayback Machine. А до этого Кейт работал маркетинговым директором в таких крупных компаниях, как Starwood Hotels и Deloitte Consulting Архивная копия от 30 июня 2021 на Wayback Machine.
Кроме того, он является автором еще одного бестселлера «Ваша группа поддержки». Кейт является автором статей для Forbes, The Wall Street Journal и HarvardBusiness, выступает на CNN. Его приглашают в разные страны и города для выступлений и преподавания мастер-классов по профессиональному нетворкингу.

## Основные идеи
Главная идея книги — рассказ о безграничных возможностях нетворкинга.
Нетво́ркинг (от англ. networking — букв. плетение сети: net — сеть + work — работать, полезные связи) — это активная социальная деятельность, направленная на создание круга друзей и знакомых из самых разных сфер жизни, чтобы затем с их помощью максимально быстро и эффективно решать разные жизненные проблемы. Как личные, например: найти нужного врача, устроить ребенка в школу или детский сад, познакомиться с потенциальным любовным партнером. Так и деловые вопросы, к примеру: найти работу, новых клиентов, опытных сотрудников, инвесторов.
В основе механизма нетворкинга — выстраивание личных доверительных и искренних отношений и взаимовыручка.

По утверждению автора книги, связи решают все. Освоив навыки нетворкинга можно устроиться на более высокую должность, построить успешный бизнес, удачно выйти замуж или жениться. Однако создание круга знакомств — это кропотливый и долгий труд. И в первую очередь, над собой, своими страхами и комплексами.
«В трудные времена опыт может вас не спасти. Не спасут и трудолюбие и талант. Если вам нужна работа, деньги, хороший совет, помощь, надежда, есть только одно надежное средство — широкий круг ваших друзей и знакомых.» 

## Основные советы Кейта Феррацци

### Будьте искренними
В основе успешного нетворкинга — открытость и эмоциональность. Важно быть искренним, теплым и внимательным к каждому человеку, с которым вы стремитесь установить доверительные отношения.

### Оптимизм и настойчивость
Добиваясь встречи с важным человеком, важно проявлять терпение и настойчивость. А на самой встрече — улыбаться и излучать оптимизм, — уверен автор книги. Это позволит вашему собеседнику почувствовать в вас сильную и целеустремлённую личность. А это — прекрасная основа для сотрудничества.
«Ни в коем случае нельзя ни в чем упрекать собеседника. Следует выражать только оптимизм и проявлять тактичную настойчивость в ходе всего процесса.»

### Отношения — возобновляемый ресурс
Хорошие отношения строятся не только на общении. Это всегда — взаимовыручка и обоюдная поддержка. Очень важно не «жадничать» и отдавать людям силы и время. Все это вернется сторицей.

### Учитесь работать в команде
Умение выстраивать эффективные деловые отношения — основа успешного карьерного роста. Знания и опыт — это прекрасно. Но умение общаться очень высоко ценится в современных компаниях.

### Нетворкинг — это на всю жизнь
Нетворкингом нужно заниматься всегда и везде. Причем лучшим способом будет оказание какой-либо помощи. Посещайте различные мероприятия, на них люди идут сознательно с целью познакомиться с новыми людьми. Знакомство с несколькими людьми, которые обладают обширными связями, значительно расширит вашу сеть контактов.

### Поддерживайте связь
Общаться с каждым человеком из вашего списка контактов надо не только тогда, когда вам от него что-то нужно. Нужно делать им не «холодные звонки», а «теплые искренние звонки». Только так можно вызвать доверие к себе.
«Я всегда пользуюсь одним методом, когда перед Новым годом в Нью-Йорке собираются на традиционную встречу политики, бизнесмены и другие известные люди. Я рассылаю нескольким из них шутливые записки с предложением „смыться“ с официального ужина и провести время в каком-нибудь уютном ресторанчике со мной.»

### Делитесь контактами со знакомыми
Не будьте жадными. Делитесь полезными контактами со своими знакомыми — и они ответят вам взаимностью. Так вы сможете расширить сеть полезных связей и укрепить общение со старыми друзьями и приятелями.
Как утверждает автор книги, четкое следование этим советам поможет человеку полностью реализовать свой потенциал, стать успешнее, счастливее и начать наконец жить занимательной жизнью, в которой присутствует общение . Книга «Никогда не ешьте в одиночку» особенно полезна предпринимателям, начальникам всех уровней и всем, кто желает в корне поменять свою жизнь.

## Роль книги в массовой культуре
Книга Кейта Феррацци «Никогда не ешьте в одиночку» быстро стала бестселлером в западном полушарии. С 2005 она каждый год занимает места в списке сенсаций Forbes. Stanford Business School воспользовалась опытом успеха Кейта Ферацци в качестве иллюстративного материала на лекциях для своих учеников. Она стала популярна у читателей во всем мире благодаря актуальности изложенных в ней идей. Нетворкинг считается одним из главных навыков бизнесменов в Европе и Америке. Высока популярность нетворкинга и в российской предпринимательской среде.

## Критика
Книга получила высокую огласку среди российских читателей. В 2013 году она вышла совокупным тиражом более 35 тысяч экземпляров. Одиночество и индивидуализм — одна из главных проблем российского общества. Читатели стремились найти в книге Феррацци советы, как преодолеть замкнутость и завести нужные связи. Однако не все российские критики и эксперты встретили книгу восторженно. Типично американский подход Феррацци к психологии общения показался критикам грубоватым и наивным.

Евгений Карасюк, обозреватель Republic, иронично написал в своей рецензии:
«Человек, который позарез вам нужен, игнорирует звонки и письма. Как быть? Возьмите его измором, а на встрече улыбайтесь как ни в чем не бывало, советует Кейт Феррацци.»